# Esmeralda Checa
Licia Esmeralda Checa Seminario (Lima, 25 de septiembre de 1926-Callao, 15 de marzo de 2014) fue una maestra de escuela y actriz cómica peruana. Formó parte del elenco del exitoso programa de televisión cómico Risas y Salsa y Las Mil y Una de Carlos Álvarez. 

## Biografía
Nacida en 1926 en Lima. En el colegio conoce a su amiga y compañera de trabajo en la comicidad Alicia Andrade. 
Estuvo casada con José Pérez Morel, 10 años menor. Fue profesora de literatura durante 25 años hasta que se jubiló.

## Trayectoria
Debutó como cantante de folklore en la ciudad de Iquitos en 1953. Llegó accidentalmente a la televisión en 1960, a las ficciones criollas de "Cámara Pilsen".
Fue fundadora del popular programa El Tornillo que marcó el inicio de la comicidad televisiva en el país. Recién en 1968, en El Tornillo, se hizo cómica.
En 1971, tendría un papel secundario en la conocidísima telenovela El Adorable Profesor Aldao, junto con Regina Alcóver y Julio Alemán. Además, en dicho año actuaría en la película Resplandor, dirigida por el reconocido director Armando Robles Godoy.
En 1984 compartió con Felpudini en la revista musical Manicomio.

### 1980 - 1989, 1994 - 1996:Risas y salsa
Durante su etapa cómica Interpretó varios personajes. Saltó a la fama en el papel que mayores satisfacciones le dio, el de la profesora Angélica Zapatini en ‘Correo sentimental’, bloque de Risas y Salsa en 1980. En aquel sketch, ella se encargaba de leer las cartas que el público le enviaba dándoles "consejos de amor" de una manera cómica. Su frase más recordada fue: "Una pena entre dos es menos atroz", la cual repetía cada vez que interpretaba al entrañable personaje.

## Fallecimiento
La recordada actriz cómica falleció el día sábado 15 de marzo de 2014, tras luchar contra una penosa enfermedad. Ella estuvo durante 21 días internada en el Hospital Sabogal, a causa de un edema pulmonar y una infección urinaria. Sus restos fueron velados en la Parroquia San Miguel Arcángel de Maranga, para ser cremados, al día siguiente en el cementerio Campo Fe de Huachipa. Sus cenizas están en poder de su familia.

## Filmografía

### Televisión
- 1997 - 1999: Risas de América
- 1991 - 1993:Las Mil y Una de Carlos Álvarez
- 1980 - 1990, 1994 - 1996: Risas y salsa
- La inconquistable Viviana Ortiguera
- 1971: El adorable Profesor Aldao
- 1968 - 1979: El Tornillo
- 1960: Cámara Pilsen.

### Cine
- 1971: "Resplandor"